# INumber Number - L'oro di Johannesburg
iNumber Number - L'oro di Johannesburg (iNumber Number: Jozi Gold) è un film del 2023 diretto da Donovan Marsh.

## Trama
Un poliziotto sotto copertura è incaricato di indagare su un furto d'oro nella città di Johannesburg. Si troverà costretto a dover scegliere tra la sua coscienza o la legge.

## Distribuzione
Il film è stato distribuito sulla piattaforma Netflix a partire dal 23 giugno 2023.